# Sikorsky S-62
El Sikorsky S-62 fue un helicóptero anfibio monoturbina, fabricado por la compañía estadounidense Sikorsky Aircraft Corporation, que fue empleado por los Guardacostas de los Estados Unidos con la designación HH-52 Seaguard, principalmente para realizar tareas de búsqueda y rescate marítimo, siendo reemplazado posteriormente por helicópteros no anfibios, como el HH-65 Dolphin.

## Diseño y desarrollo
El S-62 se caracteriza por tener un fuselaje inferior con forma de barco, más pequeño pero similar al del SH-3 Sea King (también conocido como Sikorsky S-61). El S-62 empleaba una única turbina General Electric T58-GE-8 de 930 kW (1250 hp), la misma planta motriz empleada en el biturbina SH-3.
Un número de S-62 fue adquirido por la US Navy Bureau of Aeronautics para los Guardacostas de los Estados Unidos, para su uso como helicóptero de búsqueda y rescate. Inicialmente se le dio la designación de HU2S-1G Seaguard, aunque en 1962 fue redesignado como HH-52A Seaguard.

## Variantes

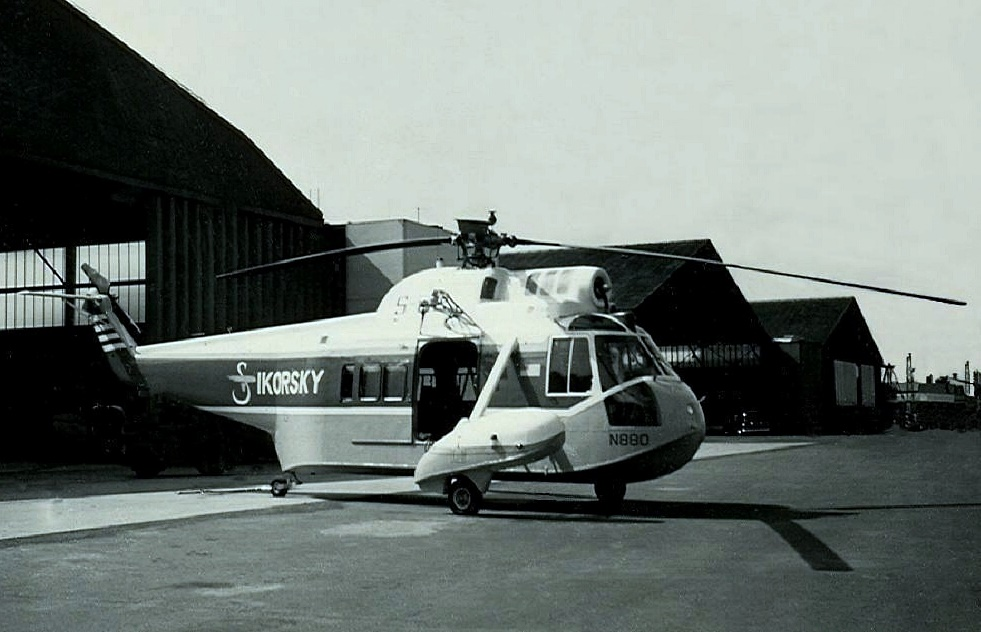
N880, Prototipo del S-62; París LBG, junio de 1959.

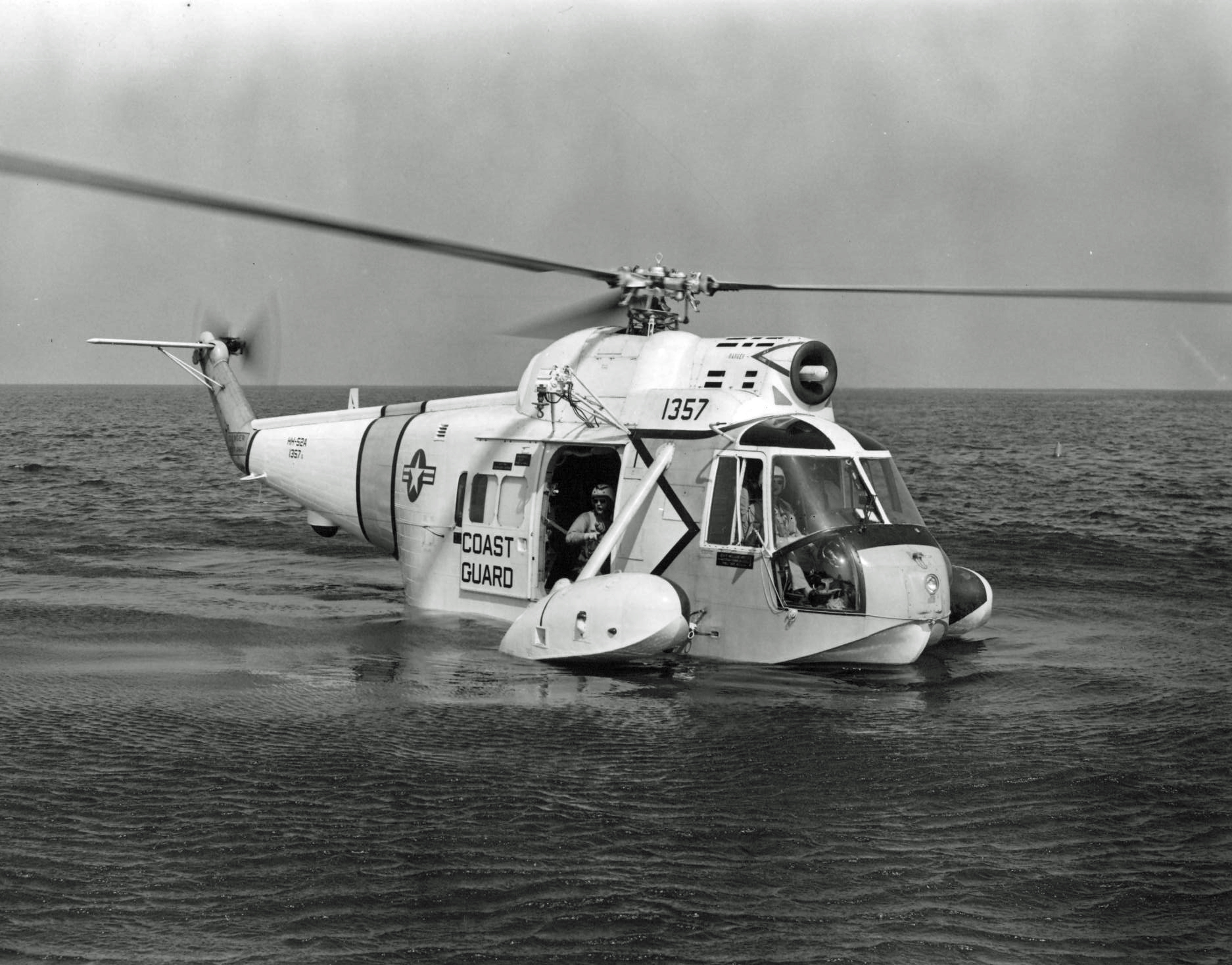
Un Sikorsky HH-52A Seaguard de los Guardacostas de los Estados Unidos demostrando su capacidad anfibia.

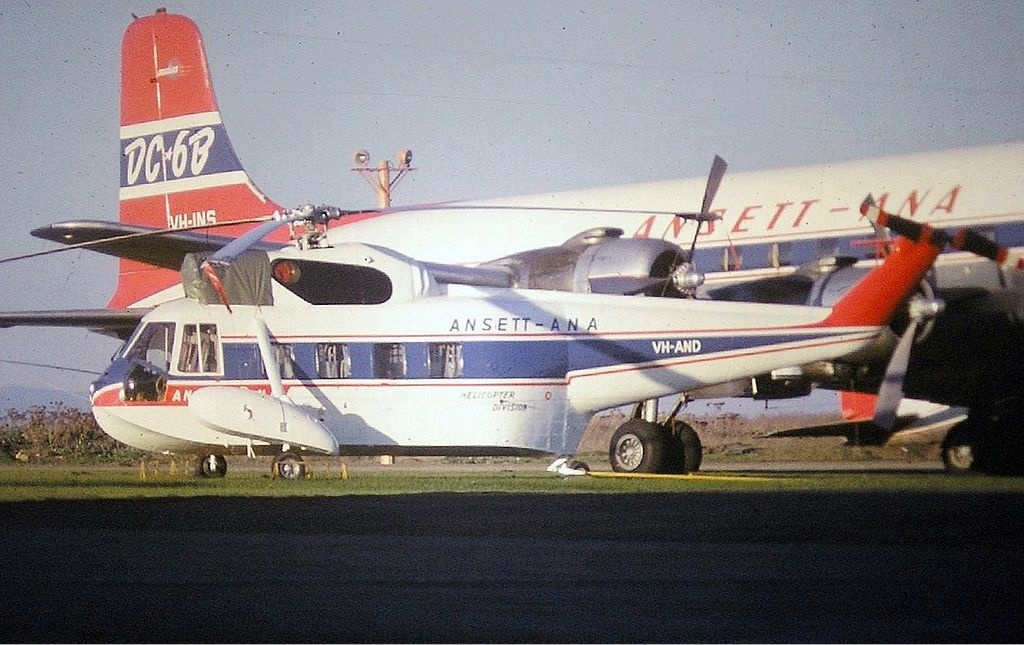
Sikorsky S-62A de Ansett-ANA en el aeropuerto de Essendon, Melbourne (1967).

S-62
Prototipo. Registrado N880 (aún en el Registro estadounidense a 19 de septiembre de 2013); primer vuelo: 22 de mayo de 1958.
S-62A
Primera versión de producción, propulsada por un turboeje General Electric CT58-110-1 y acomodación para hasta 11 pasajeros.
S-62B/S-63
Un S-62 equipado con el rotor principal del Sikorsky S-58.
S-62C
Designación de la compañía para el HH-52A Seaguard.
S-62J
Licencia de producción del S-62 para Japón. 22 fabricados.
HU2S-1G
Designación militar original. Redesignado HH-52A en 1962.
HH-52A Seaguard
Helicóptero de búsqueda y rescate para la Guardia Costera de los Estados Unidos. 99 fabricados, incluyendo uno transferido a Islandia.

## Operadores

### Militares
Filipinas
- Fuerza Aérea Filipina[3][4]

 Japón
- Fuerza Aérea de Autodefensa de Japón[5][6]
- Fuerza Marítima de Autodefensa de Japón[5]

 República de China
- Fuerza Aérea de la República de China[7]

### Civiles
Catar
- Gulf Helicopters[8]

 Estados Unidos
- Guardacostas de los Estados Unidos[9]
- SFO Helicopter Airlines[10][11]

 Islandia
- Guardacostas de Islandia[12]

 Japón
- Guardia Costera de Japón[13]

 Tailandia
- Royal Thai Police[14]

## Especificaciones (HH-52A)
Referencia datos: Jane's All The World's Aircraft 1969–70

### Características generales
- Tripulación: Tres
- Longitud: 13,58 m
- Diámetro rotor principal: 16,16 m
- Altura: 4,88 m
- Área circular: 205 m²
- Peso vacío: 2306 kg[16]
- Peso útil: 1459 kg[16]
- Peso máximo al despegue: 3764 kg[16]
- Planta motriz: 1× turboeje General Electric T58-GE-8.
  - Potencia: 500 kW (730 shp)

### Rendimiento
- Velocidad máxima operativa (Vno): 175 km/h a nivel del mar
- Velocidad crucero (Vc): 158 km/h
- Alcance: 763 km
- Techo de vuelo: 3410 m (11 200 pies)
- Régimen de ascenso: 5,5 m/s (1080 pies/min)

### Desarrollos relacionados
- Sikorsky S-55
- Sikorsky SH-3 Sea King
- Sikorsky HH-3F Pelican

### Aeronaves similares
- Mil Mi-14

### Secuencias de designación
- Secuencia S-_ (interna de Sikorsky): ← S-61 - S-61L/N - S-61R - S-62 - S-63 - S-64 - S-65 - S-66 →
- Secuencia HU_S (Helicópteros Utilitarios de la Armada estadounidense, 1950-1962 (Sikorsky, 1928-1962)):  HUS - HU2S/HU2S-1G
- Secuencia _H-_ (Helicópteros estadounidenses, 1962-presente): ← XH-49 - QH-50 - XH-51 - HH-52 - CH-53/HH-53/MH-53/CH-53E/CH-53K - CH-54 - TH-55 →

### Listas relacionadas
- Anexo:Aeronaves de la Fuerza Aérea de los Estados Unidos (históricas y actuales)
- Anexo:Aeronaves militares de los Estados Unidos (navales)